# Wood Harris

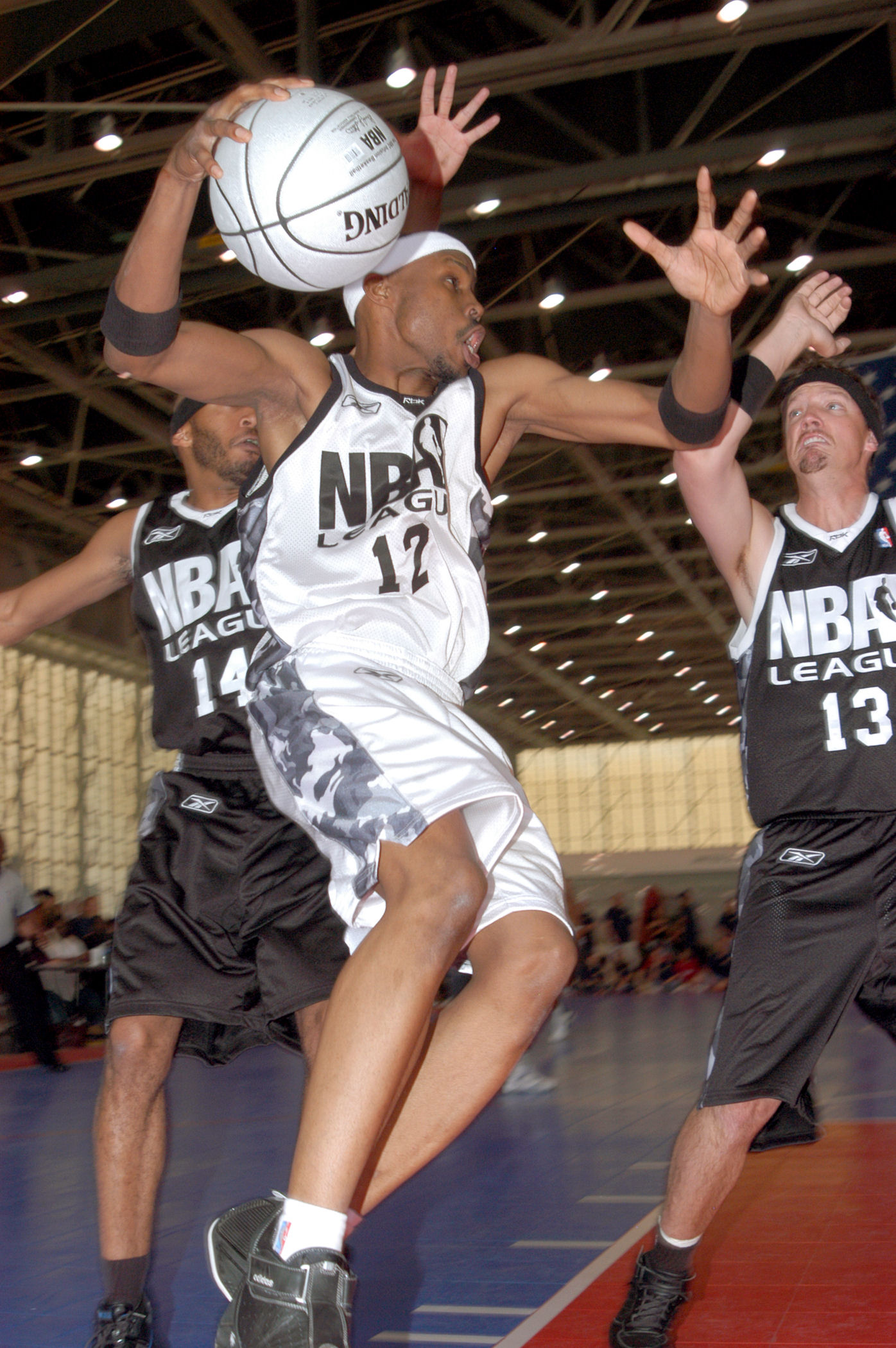
Harris beim Basketballspiel (in weiß), 2006

Sherwin David „Wood“ Harris (* 17. Oktober 1969 in Chicago, Illinois) ist ein US-amerikanischer Schauspieler.

## Leben
Bekannt wurde er ab 2002 durch seine Rolle als Drogenkönig Avon Barksdale in der Fernsehserie The Wire. Gegen jede Regel brachte ihm eine Nominierung für den Image Award als Bester Nebendarsteller ein.

## Filmografie (Auswahl)
- 1994: Above the Rim – Nahe dem Abgrund (Above the Rim)
- 1996: New York Cops – NYPD Blue (NYPD Blue, Fernsehserie, eine Folge)
- 1997: Besser geht’s nicht (As Good as It Gets)
- 1997: Oz – Hölle hinter Gittern (Oz, Fernsehserie, eine Folge)
- 1998: Ausnahmezustand (The Siege)
- 1998: Celebrity – Schön. Reich. Berühmt. (Celebrity)
- 1999: Privatdetektiv Spenser: Verdächtiges Schweigen  (Spenser: Small Vices, Fernsehfilm)
- 2000: The Gold Cup
- 2000: Gegen jede Regel (Remember the Titans)
- 2000: Committed – Einmal 7. Himmel und zurück (Committed)
- 2000: Hendrix (Fernsehfilm)
- 2000: Rhapsody (Fernsehfilm)
- 2000: Train Ride
- 2002: Die Straßen Harlems (Paid in Full)
- 2002–2008: The Wire (Fernsehserie, 38 Folgen)
- 2005: Dirty
- 2006: Southland Tales
- 2007: 4 Life
- 2008: Jazz in the Diamond District
- 2009: Just Another Day
- 2009: Dough Boys
- 2009: Lieferung mit Hindernissen – Killer frei Haus (Next Day Air)
- 2009: Not Easily Broken – Gib niemals auf! (Not Easily Broken)
- 2012: Dredd
- 2013: The Watsons Go to Birmingham (Fernsehfilm)
- 2014: Justified (Fernsehserie, vier Folgen)
- 2014: Ransum Games
- 2015: Ant-Man
- 2015: Creed – Rocky’s Legacy (Creed)
- 2017: Blade Runner 2049
- 2018: Creed II – Rocky’s Legacy (Creed II)
- 2019: Ryan Hansen Solves Crimes on Television (Webserie, 2. Staffel)[1]
- 2021: BMF (Fernsehserie)
- 2023: Creed III – Rocky’s Legacy (Creed III)
- 2023: Shooting Stars